# Chevilly-Larue (métro de Paris)
Chevilly-Larue est une station de la ligne 14 du métro de Paris.
La station est localisée sur la commune de Chevilly-Larue, au sud de la ZAC du Triangle des Meuniers.

## Situation
Elle est implantée sous l'avenue de la Cité et la rue de Thiais et présente un double accès de part et d'autre des voiries. Ceci permet d'offrir un accès au marché d'intérêt national de Rungis et à la Cité de la gastronomie, tout en maintenant une intermodalité optimale avec le tramway T7, le Trans-Val-de-Marne (Tvm) ainsi qu'avec les lignes de bus du secteur. La station s'inscrit dans un territoire attractif constitué par le MIN de Rungis et par le centre commercial régional Belle Épine.

## Construction
En mars 2018, le marché de génie civil, regroupant les travaux de réalisation des parois moulées, du terrassement et de l'infrastructure de la gare a été confiée à Razel-Bec (mandataire), la filiale du Groupe Fayat, en groupement avec Eiffage Génie Civil, Sefi-Intrafor, Eiffage Fondations et I.CO.P.
En juillet 2021, les travaux d'aménagement, confiés à Razel-Bec, ont démarré. Ces travaux regroupent la réalisation du génie civil des émergences (superstructure), le gros œuvre intérieur de la gare, la réalisation des aménagements techniques et architecturaux de la gare. 
La conception de la station est confiée à l'agence d'architecture Brunet Saunier Architecture.
Les artistes suisses Gerda Steiner et Jörg Lenzlinger conçoivent une œuvre artistique pour la station Chevilly-Larue en coordination avec l'architecte Jérôme Brunet.

## Histoire
La station est initialement nommée Porte de Thiais - Marché International, en respect du nom des arrêts existants des bus et du tramway de la ligne T7. À la suite du dévoilement des nouveaux noms de certaines stations de la ligne 14 sud prolongée, plusieurs maires du Val-de-Marne expriment leurs désaccords à ce sujet pour trois stations qui, selon eux, ne correspondent pas aux lieux où elles sont établies.
En septembre 2022, dans un courrier adressé au conseil départemental du Val-de-Marne, il est annoncé que la station sera renommée Chevilly-Larue, sous-titrée Marché International.

## Service des voyageurs

### Accès
La station est composée de deux bâtiments dont le principal situé le long de la rue des Routiers comporte les accès 1 et 2 tandis que le bâtiment secondaire situé près de la station de tramway Chevilly-Larue comporte l'accès 3 :
- accès 1 « Rue Latérale » situé sur la façade est du bâtiment principal le long de la rue Latérale ;
- accès 2 « Rue des Routiers » situé sur la façade ouest du bâtiment principal ;
- accès 3 « Rue du Languedoc » situé sur la façade ouest du bâtiment secondaire faisant face à la porte de Thiais du Marché d'intérêt national de Rungis.

Accès à la station
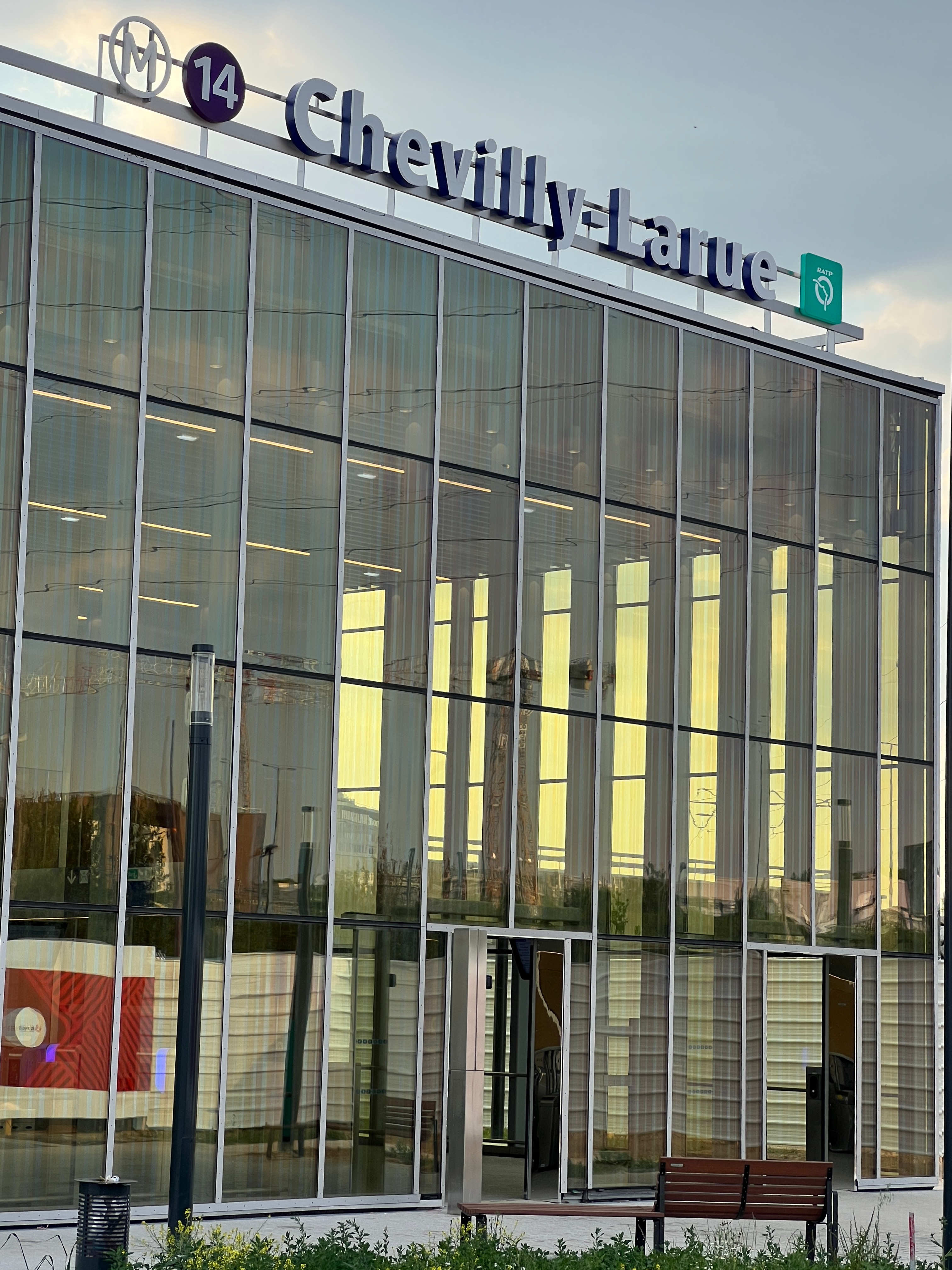
L'accès no 1 « Rue Latérale ».
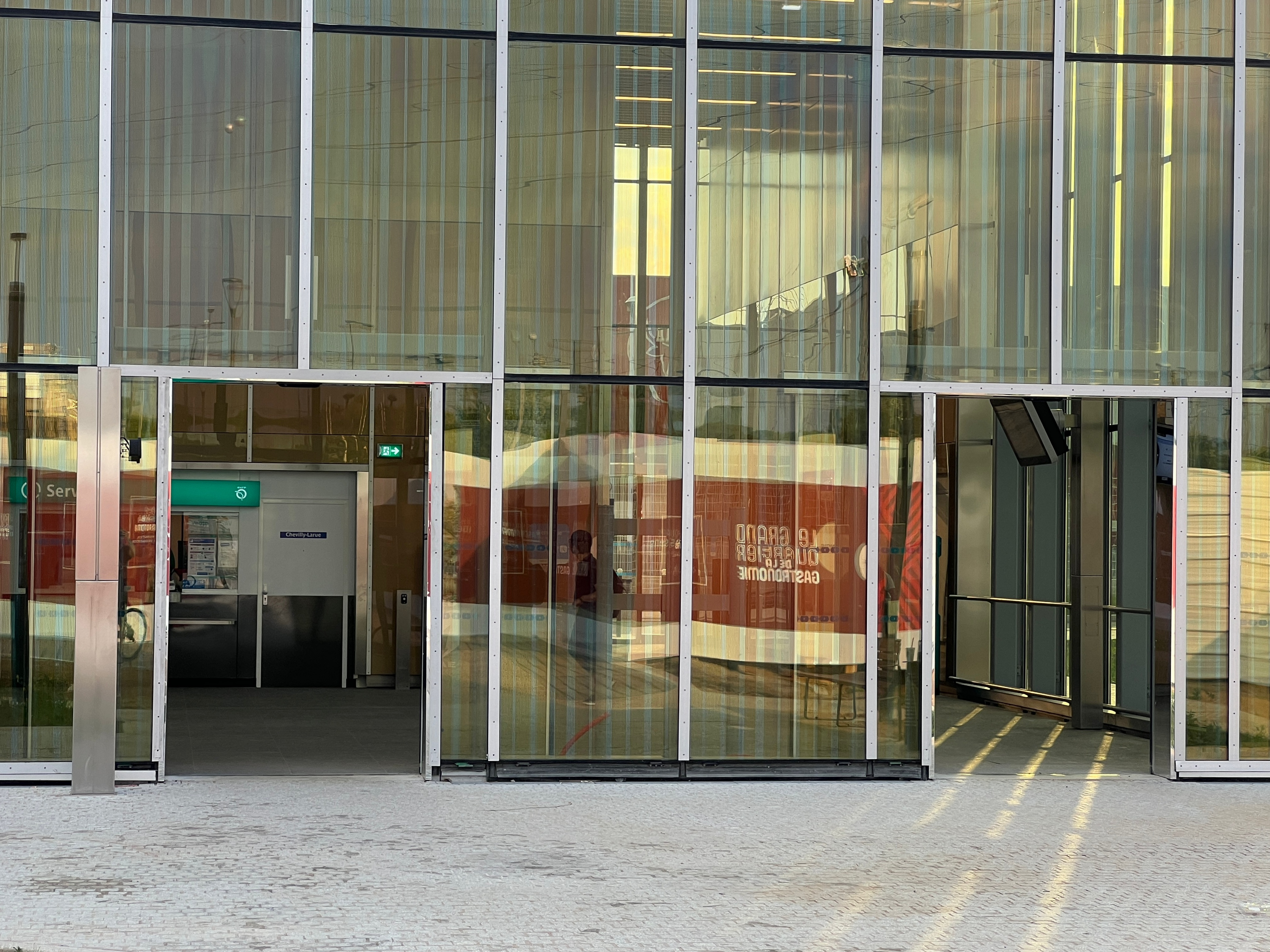
L'accès no 2 « Rue des Routiers ».
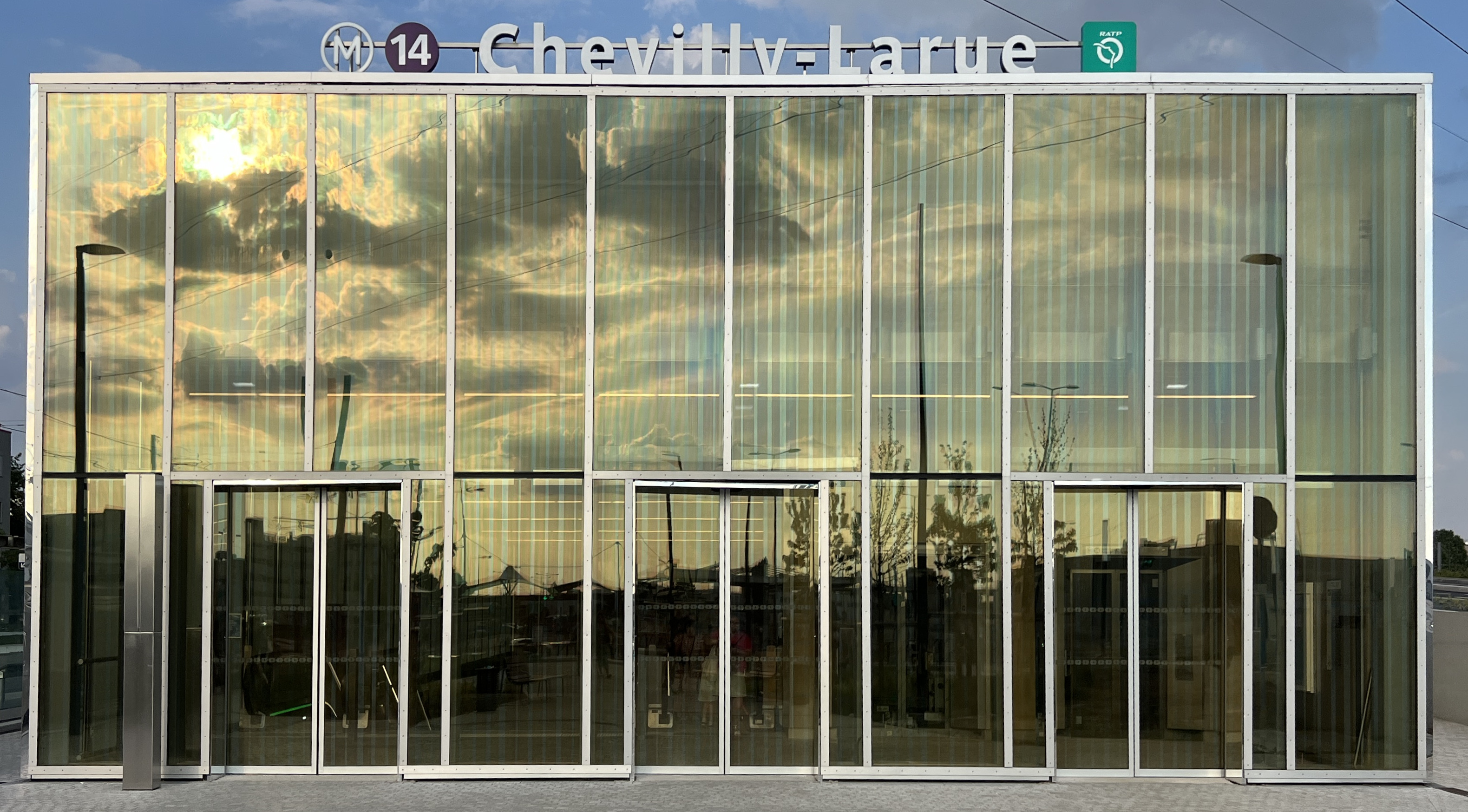
L'accès no 3 « Rue du Languedoc ».

.

### Quais
La station est de configuration standard pour la ligne 14 : deux quais de 120m de long, encadrant les voies, et bordées de façades de quai montant jusqu'au plafond, caractéristiques des nouvelles stations du prolongement sud de la ligne, pour être en accord avec les nouvelles normes architecturales des stations de la Société des Grands Projets. La particularité de la station est que les quais sont surmontés d'une mezzanine, servant de "plafond". 

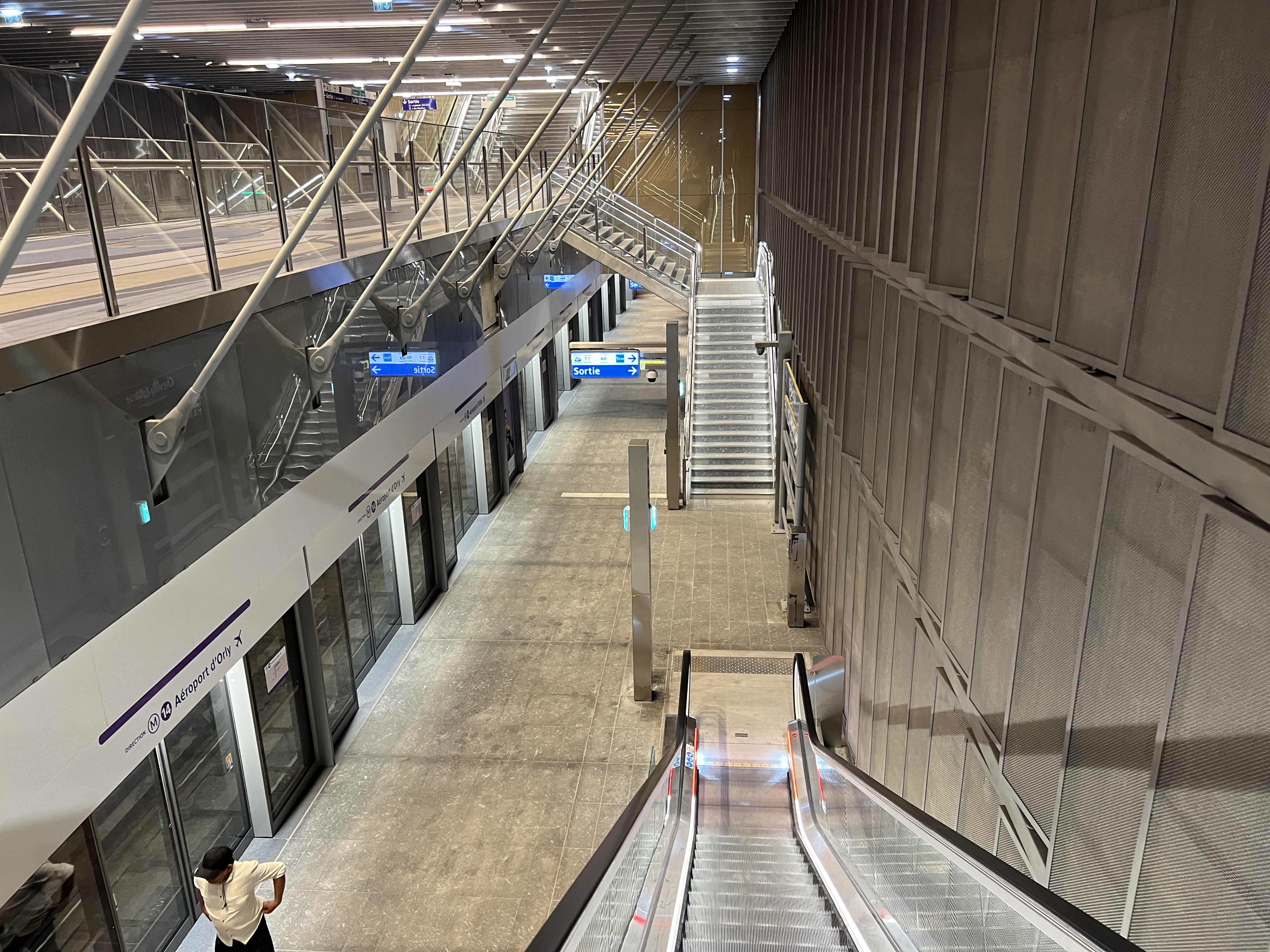
Le quai en direction de l'aéroport d'Orly.

### Intermodalité
La station est en correspondance avec la ligne de tramway T7. Cette dernière, auparavant nommée  Porte de Thiais - Marché International, a été renommée Chevilly-Larue - Marché International à l’occasion du prolongement de la ligne 14. La station est aussi en correspondance avec le bus TVM (qui relie la gare de Saint-Maur - Créteil à celle de la Croix de Berny), par les lignes 183, 192, 216, 319 et 396 du réseau de bus RATP, par la ligne 9112 du réseau de bus Évry Centre Essonne et, la nuit, par les lignes N22, N31 et N71 et du réseau de bus Noctilien.